# Гулиа, Нурбей Владимирович
Гу́лиа, Нурбей Владимирович (род. 6 октября 1939, Тбилиси) — советский и российский учёный и изобретатель в области маховичных накопителей энергии, бесступенчатого механического привода, гибридных транспортных силовых агрегатов; популяризатор науки и техники.
Доктор технических наук, профессор, академик Международной общественной академии экологической безопасности и природопользования[значимость факта?], научный руководитель компании KEST. Известен как изобретатель первого супермаховика, а также другими своими изобретениями в области рекуперации механической энергии и перспективных трансмиссий.

## Биография
Нурбей Гулиа родился в 1939 году в Тбилиси. Является внуком основоположника абхазской литературы и народного поэта Дмитрия Гулиа (1874—1960) и племянником известного советского писателя-исторического романиста Георгия Гулиа (1913—1989).
Высшее образование получил в Грузинском Политехническом институте. Первое изобретение, сделанное им ещё студентом в 1961 году, касалось автомата для изготовления папирос. Затем область интересов молодого учёного определилась: маховичные накопители энергии, вариаторы, трансмиссии и другие средства сохранения и преобразования энергии. В мае 1964 года Гулиа подаёт заявку на изобретение супермаховика, на полгода раньше первых зарубежных заявок этого же назначения. Этот накопитель механической энергии, в отличие от предыдущих, был выполнен не сплошным, а состоял из намотанных на барабан многих тысяч витков тонкой высокопрочной стальной ленты. Высокая прочность и устойчивость на разрыв позволяла запасать в нём до 80—130 кДж/кг (на килограмм массы супермаховика). В 1965 году Гулиа публикует предложенный им расчет по коэффициенту формы маховика, позволившей значительно упростить конструирование маховичных накопителей энергии («Вестник машиностроения» № 1 от 1965 г.) Там же приводится обоснование точных значений коэффициентов формы для различных тел вращения. В дальнейшем Гулиа работал в Тольятти во время строительства автозавода, а позднее, в 1971 году, возглавил кафедру теоретической механики в политехническом институте Курска.
В 1973 году Нурбей Гулиа защищает в Московском автомобильно-дорожном институте докторскую диссертацию на тему: «Динамическое аккумулирование и рекуперирование механической энергии для целей транспорта». С 1977 года он работает в Московском государственном индустриальном университете сначала профессором кафедры «Автомобили и двигатели», а затем заведующим кафедрой «Детали машин». Сфера его научных интересов не изменилась: это по-прежнему перспективные изобретения в автомобилестроении и энергетике, в частности, инерционные аккумуляторы механической энергии и вариаторы с высоким диапазоном регулирования передаточного отношения (супервариаторы). С 2011 года является научным руководителем компании KEST, специализирующейся на разработке и создании кинетических накопителей энергии на базе супермаховиков.
Нурбей Владимирович Гулиа автор свыше 30 монографий и учебников, свыше 1000 научных и научно-популярных статей, автор или соавтор более 500 патентов и авторских свидетельств на изобретения. Среди его учеников есть доктора и кандидаты наук. Кроме РФ и бывшего СССР они сейчас работают во многих странах мира — США, Канаде, Германии, Польше, Венгрии, Австрии, Австралии, Новой Зеландии и др.
Нурбей Владимирович известен как популяризатор науки. В 1970—1980-х годах был одним из активных участников популярной научно-познавательной телепередачи «Это вы можете», где заслужил себе своеобразный имидж агрессивного «профессора Гулиа», готового отстоять научные истины.

## Публикации и изобретения
Все изобретения Нурбея Владимировича Гулиа так или иначе связаны с энергией. Человечество живёт очень неэффективно — КПД современного бензинового двигателя — всего 25—30 %, дизельного — около 40 %. Это значит, что больше половины энергии, запасённой в ископаемом топливе, тратится бесцельно — в основном, рассеивается в виде тепла. Нурбей Гулиа задался целью разработать технологию, которая позволяет легко запасать и отдавать энергию, обладая при этом высоким КПД.
Начиная с изобретения супермаховика в 1964 году, Нурбей Гулиа последовательно двигался к цели широкого использования накопителя энергии на его основе для энергетики и транспорта. Супермаховик здесь запасает энергию, а супервариатор — эффективно передаёт энергию на движитель транспортного средства.

### Статьи
- Новая концепция автомобиля и электробуса. «Автомобильная промышленность», № 2, 2000.
- Вариоколесо и его перспективы для автомобилей. «Наука и техника», 2000.
- Супермаховики — из суперкарбона! «Изобретатель и рационализатор», 12(672), 2005.
- Супервариатор — перспективная бесступенчатая коробка передач для автомобилей. 2004.
- Супермаховик и супервариатор для суперавтомобиля. «Популярная механика», 2006.